# Wieland Herzfelde
Wieland Herzfelde (właściwie Herzfeld; ur. 11 kwietnia 1896 w Weggis w kantonie Lucerna, Szwajcaria, zm. 23 listopada 1988 w Berlinie Wschodnim) – niemiecki publicysta, autor i wydawca. Założył w roku 1916 wydawnictwo Malik-Verlag. Brat Johna Heartfielda.

## Życiorys
Urodził się jako trzecie z czworga dzieci pisarza Franza Helda (właściwie Herzfelda) I Alicji Stolzenberg. Od roku 1914 studiował w Berlinie germanistykę i medycynę. Od marca 1914 publikował pierwsze wiersze pod nazwiskiem Wieland Herzfelde. Po wybuchu I wojny światowej wstąpił do wojska jako ochotnik. Przeżycia na froncie skłoniły do wydawania wraz z bratem czasopisma pacyfistycznego „Neue Jugend” (Nowa młodzież) które jednak zostało zakazane przez władze.
W roku 1917 powstało wydawnictwo Malik-Verlag, specjalizujące się w publikacjach politycznych i awangardzie artystycznej, m.in. dadaizmem i popierało rewolucję radziecką. Jego brat Helmut Herzfeld, który przybrał pseudonim Johna Heartfielda zajął się strona graficzną wydawnictw.
Do przyjaciół Wielanda Herzfelde należeli m.in. Else Lasker-Schüler, George Grosz i Erwin Piscator.
31 grudnia 1918 Herzfelde wraz z Groszem i Heartfieldem przystąpili do założonej właśnie Komunistycznej Partii Niemiec.
W latach dwudziestych do wydawnictwa Malik doszła galeria sztuki i księgarnia. Wydawcy stawali przed sądem za obrazę armii – na wystawie znalazła się wykonana przez Rudolfa Schlichtera kukła żołnierza ze świńską głową.
Po przejęciu władzy przez Hitlera 1933 Herzfelde początkowo ukrywał się u przyjaciół, potem znalazł azyl w Pradze, gdzie wznowił działalność wydawnictwa. Ze względów formalnych siedzibę wydawnictwa przeniósł do Londynu, sam pozostał w Pradze. Wydawał niemiecką literaturę lewicową, w tym zebrane dzieła Bertolta Brechta oraz m.in. dzieła Ilii Erenburga.
Po zajęciu Czechosłowacji przez wojska hitlerowskie uciekł początkowo do Londynu, 1939 do Nowego Jorku. Dopiero w roku 1944 udało mu się założyć lewicowe wydawnictwo „Aurora” które przetrwało tylko dwa lata.
1949 powrócił do Niemiec, gdzie został powołany na profesora literatury na Uniwersytecie w Lipsku. Działał też jako pisarz i tłumacz.